# Totemdier
Een totemdier, ook wel krachtdier, geestdier of medicijndier genoemd, is een begrip uit het sjamanisme. 
Het gaat om dieren die in de spirituele wereld worden gezien als persoonlijke gidsen of raadgevers. Ze beschermen de mens en geven diegene inzichten over zichzelf.
Het totdemdier is afkomstig uit de oude natuurreligies van de inheemse bevolking van het Amerikaanse continent. Een totemdier is een geestelijk wezen met een dierlijke vorm,  toebedeeld aan een specifieke mens. Het betreft in essentie niet per se een dier, al 'toont' het zich wel in een dierlijke vorm. 
De verschijningsvorm waarin deze 'metgezel' zich toont zegt iets over de eigenschappen die desbetreffende mens nodig heeft, ter ondersteuning van zijn aardse proces.
Dit betekent dat een totemdier ook angsten kan veroorzaken in zijn mens als dit nodig is om hem terug naar zijn 'missie' te begeleiden.
Het totemdier van een persoon is volgens het sjamanisme ook de 'kern van zijn kracht' en een symbolische 'belichaming' van zijn of haar talenten. Zo staat de leeuw voor moed en het hert voor onschuld en zachtmoedigheid. .